# Cormocephalus granulipes
Cormocephalus granulipes är en mångfotingart som beskrevs av Lawrence 1958. Cormocephalus granulipes ingår i släktet Cormocephalus och familjen Scolopendridae. Inga underarter finns listade i Catalogue of Life.